# Тончо Токмакчиев
Тончо Ненков Токмакчиев е български актьор.

## Биография
Роден е в Бургас на 2 май 1963 г. Син е на известния художник Ненко Токмакчиев. Като дете свири на пиано и рисува. Завършва актьорско майсторство във ВИТИЗ „Кръстьо Сарафов“ в класа на Николина Георгиева.
През 1990 г. е член на трупата на Бургаския куклен театър. През 1992 г. започва работа в Първи частен театър „Ла Страда“ и в шоу спектакъла „Улицата“. Между 1990 и 2004 г. участва в студентското предаване „Ку-ку“, по-късно „Каналето“. От 2007 до 2018 г. е в основния актьорски състав на „Шоуто на Канала“, съботно-вечерното шоу на БНТ 1. От 2013 г. играе на сцената на Театър 199 в постановката „Вересии“. През 2022 г. участва в комедийното предаване „Дъ Шоуто“, делничното вечерно шоу на bTV.
Той е един от известните верни фенове на ЦСКА (София), като през 2012 г. става член на Управителния съвет на клуба.

## Опит в неправителствения сектор
- 1989-1990 г. – сред основателите на Федерацията на независимите студенски дружества;
- 1999-2001 г. – член на „групата за натиск“ „Новото време“[5].

## Телевизионен театър
- „Зелен таралеж“ (1996) (Йордан Радичков) - мюзикъл

- „Големанов“ (по Ст. Л. Костов, сц. и реж. Иван Ничев, 1995) – Любчо Големанов

## Филмография
Участие във филма „Цената на властта“ (2023)
През 2023 г. Тончо Токмакчиев изпълнява главната роля на премиера Стефанов във филма „Цената на властта – български политически трилър, режисиран от Исидор Карадимов. Образът му е на втория министър-председател след политическата ликвидация на Ангелов (Фънки), попаднал в окото на бурята – мрежа от скрити зависимости, изнудване и медийни манипулации.
Стефанов е харизматичен, но противоречив лидер, който прикрива корупционни схеми, докато едновременно се опитва да запази баланса в правителството. Ролята е написана специално за Токмакчиев и предлага драматичен контрапункт на неговия комедиен опит. Във филма той изобразява безпощаден политически играч, уязвим само от собствената си амбиция.
Критиката отбелязва превъплъщението му като едно от най-силните драматични изпълнения в кариерата му, а участието му предизвиква широк обществен интерес.
| Година | Филми и Сериали                 | Серии | Копродукции                 | Роля                                    |
| ------ | ------------------------------- | ----- | --------------------------- | --------------------------------------- |
| 2023   | Цената на властта               |       |                             | премиера Стефанов 2                     |
| 2017   | 6 и 1 наум                      |       |                             | шефа                                    |
| 2017   | Jump Cut                        |       |                             | шефът                                   |
| 2008   | Хиндемит                        |       |                             |                                         |
| 2007   | Летете с Росинант               |       | България / Сърбия / Австрия | италианеца                              |
| 2006   | Маймуни през зимата             |       | България / Германия         | шишкото                                 |
| 2006   | Време за жени                   |       |                             | д-р Зафиров                             |
| 2005   | Ерудитъ 1928                    | 2     |                             | г-н Карамфилъ Протичъ                   |
| 1998   | Испанска муха                   |       |                             | Ицето Стоичков                          |
| 1997   | Бюро за убийства – („Mordbüro“) |       | Франция/ Белгия/ Канада     |                                         |
| 1995   | Аз и сестричката ми Клара       | 7     |                             | чичо Тончо (в 3-та серия: „Чичо Тончо“) |
| 1988   | АкаТаМус                        |       |                             |                                         |

## Дублаж
| Година | Филми и Сериали | Роля    | Дублажно студио     |
| ------ | --------------- | ------- | ------------------- |
| 2000   | Стюарт Литъл    | Сноубел | Арс Диджитал Студио |
| 2002   | Стюарт Литъл 2  | Сноубел | Александра Аудио    |